# Herbeiführen einer Sprengstoffexplosion
Das Herbeiführen einer Sprengstoffexplosion ist eine Straftat, die in Deutschland in § 308 StGB normiert ist. Bei Vorsatz handelt es sich um ein Verbrechen, das mit einer Freiheitsstrafe von einem Jahr bis zu fünfzehn Jahren (vgl. § 38 StGB) bestraft wird.
Die Vorschrift schützt die Rechtsgüter Leben und Gesundheit anderer Menschen sowie bedeutende fremde Sachwerte. Die Tat ist ein konkretes Gefährdungsdelikt, bei dem eine Gemeingefahr allerdings nicht hervorgerufen werden muss.

## Inhalt und Voraussetzungen
Der Tatbestand des ersten Absatzes setzt sich aus einer Tathandlung und einer Folge zusammen: Der Täter muss eine Explosion und eine durch sie entstehende konkrete Gefahr herbeiführen, die gerade auf der jeweils spezifischen Eigenart der Explosion beruht. Der Vorsatz des Handelnden muss sich dabei auch auf die konkrete Gefährdung beziehen.

### Tatbestand
Die Explosion ist ein plötzliches Ereignis, das starke Druckwellen mit außergewöhnlicher Beschleunigung freisetzt. Die von der Norm beschriebenen Vorgänge werden in der Regel durch Sprengstoffe ausgelöst, die in den ersten Paragraphen des Sprengstoffgesetzes sowie dessen Anlagen näher bestimmt werden („Feste oder flüssige Stoffe und Zubereitungen (Stoffe), die durch eine nicht außergewöhnliche thermische, mechanische oder andere Beanspruchung zur Explosion gebracht werden können“).
Neben diesen Stoffen können weitere Substanzen oder Substanzgemische zur Explosion gebracht werden, so dass die Vorschrift auch andere gefährliche Mittel – etwa einfach herzustellende Mischungen aus Natriumchlorat (früher häufig aus UnkrautEx) mit Zucker oder anderen Brennstoffen –, explosive Gasgemische und selbst Wasserdampf umfasst.
Da „Explosion“ hier nicht als naturwissenschaftlicher, sondern normativer Begriff verstanden wird, erfasst er nicht nur nach außen freigesetzte Druckenergien, sondern auch explosionsähnliche Vorgänge mit zerstörerischer Wirkung, die durch Luftunterdruck entstehen (Implosion).
Es ist umstritten, ob die Vorschrift auf Kleinexplosionen anzuwenden ist, die etwa durch Haushaltsgeräte (Gasöfen, Druckkochtöpfe) oder Feuerwerkskörper ausgelöst werden können. Während Karl Lackner dies unter dem Gesichtspunkt der Sozialadäquanz und der häufig nicht nennenswerten Zerstörungen verneinte und schon den Tatbestand ausschloss, besteht für Thomas Fischer auch im Hinblick auf die Brandstiftung nach § 306 StGB kein Anlass für einen Verzicht. Im Einzelfall könne geprüft werden, ob eine rechtfertigende Einwilligung vorliege.

### Rechtswidrigkeit
Die Tat kann gerechtfertigt sein, wenn sie sich innerhalb polizeilicher Vorschriften oder der sozialen Adäquanz bewegt oder Teil bestimmter technischer Produktionsprozesse war.
Hat der Handelnde eine Erlaubnis nach § 7 des Sprengstoffgesetzes (SprengG), hält sich aber nicht an die Bestimmungen, kann sowohl ein Verstoß gegen dessen Auflagen (§§ 40–43 SprengG) vorliegen als auch § 308 StGB einschlägig sein. Die Erlaubnis selbst kann eine Tat nicht rechtfertigen.

## Qualifikation und Einzelheiten
Die weiteren Absätze enthalten strafverschärfende Erfolgsqualifikationen. Während der Täter bei Absatz 2 eine schwere Gesundheitsschädigung eines anderen oder eine einfache mehrerer Menschen verursacht  hat (vgl. § 18 StGB), setzt Absatz 3 den Tod eines anderen voraus, der wenigstens leichtfertig verursacht wurde. In diesem Fall wird der Täter mit lebenslanger Freiheitsstrafe oder Freiheitsstrafe nicht unter zehn Jahren bestraft.
Hat der Täter weniger gefährliche Explosivstoffe verwendet, kann ein minder schwerer Fall vorliegen, für den ihm der günstigere Strafrahmen des § 308 Abs. 4 zugutekommen kann. Hat er allerdings den Tod eines Menschen wenigstens leichtfertig verursacht, ist ein minder schwerer Fall ausgeschlossen.
Die letzten beiden Absätze normieren ebenfalls reduzierte Strafrahmen für Kombinationen aus Vorsatz und Fahrlässigkeit sowie reiner Fahrlässigkeit, bei denen lediglich ein Vergehen vorliegt.
Je nach Ablauf der Ereignisse ist es möglich, die Herbeiführung einer Sprengstoffexplosion tateinheitlich mit weiteren Straftaten wie Sachbeschädigung, Brandstiftung, Raub, räuberischer Erpressung, Körperverletzung oder Tötungsdelikten zu begehen.